# 萬王之王 (1996年遊戲)
萬王之王（King Of Kings，又名KK）是台灣第一款上線營運的大型多人線上角色扮演遊戲，於1996年11月上線，此MUD對台灣線上遊戲發展有著極深的影響。

## 系列
1996年至今跨越逾20年：
- 一、萬王之王MUD（即本條目所討論者）。
- 二、萬王之王。
- 三、萬王之王2。
- 四、萬王之王3《King of Kings：Gods of Seven Realms》。
- 五、萬王之王於2017年11月8日15:00由雷爵重新開設《列王紀》恢復營運。
- 六、萬王之王3D，為中國祖龍娛樂取得《萬王之王》IP研發打造的MMORPG手機遊戲

其中萬王之王、萬王之王2、萬王之王3現已停止營運，萬王之王3D亦於2022年7月6日結束營運，但最初的萬王之王MUD正常運作。

## 起步與時代背景
台灣MUD約起步於1992年，出現了數個擔任拓荒者角色的最早MUD，如龍城傳奇、風之王國、東方故事等。但由於站長多屬於學生族群，僅能利用個人關係在大學的計算機中心或實驗室私下架設，多數自行限制同時登入人數，以避免佔用過多系統資源而遭到校方干涉。
1994年由 Annihilator 釋出的 ES2 mudlib 藉由「從頭寫起、整個架構大幅的扁平化」，大幅提高傳統 LPMud 效能。
1996年，原在東方故事擔任巫師的中華民國國立清華大學研究生陳光明 （網名Ruby）、黃於真（網名Onyx），以 ES2 mudlib 釋出的程式碼為基礎，開設了一個學術實驗性質濃厚的 LPMUD：萬王之王，主要目的在於測試 Onyx 碩士論文所研究的「高效能分散式系統」。藉由進一步的改善 LPMUD 與 ES2 mudlib 的程式技術，將 LPMUD 的效能又往前推進了一大步。

## 簡歷
- 1996年11月15日建立架構。12月底開放測試。當時硬體設備為AmdDX4-100 + 16MB RAM。開放第三天，國家組織正式出現。此數個月人數約為30餘人。
- 1997年4月，人數達到200人。
- 1997年9月，官方網頁完成。設計者之一Onyx於MUD Workshop發表分散式系統技術，並開始與軟體業界人員接觸。
- 1997年11月，獲得華彩軟體捐助的專用伺服器 Pentium II 233MHz + 128MB RAM[3]
- 1997年11月，人數達到400人。
- 1998年3月，華彩軟體公司人員正式投入合作圖像化遊戲的計畫。
- 1998年4月，採用分散式系統架構的萬王之王的同時上線人數首度突破千人，為全台最大MUD。（同時期單一伺服器系統的東方故事 2上線人數約250人[4]），但伴隨而來的硬體費用、網路使用權等問題，迫使 Ruby 展開首度的募款活動。該次活動，共向玩家們募得台幣235770元，大大超出預期用於解決「萬王之王」伺服器所需的硬體費用。
- 1998年4月，人數達到1000人。
- 1998年6月，設計者Onyx畢業，指導教授金仲達也同意將系統繼續留在清大。
- 1999年3月，系統移置HiNet出借的機組。
- 1999年7月，圖像化萬王之王正式發售。
- 1999年12月，兩名設計者Ruby與Onyx結婚。
- 2000年1月，與HiNet合作出現問題，Ruby大規模整頓機組，人數上限達到1800人。
- 2000年7月，因為種種原因，禁止中華電信HiNet用戶進入，造成許多玩家流失。
- 2003年6月，兩名設計者赴大陸工作，而邀請Lilia擔任管理者，此後極長的一段時間，萬王之王的開發呈停止狀態（運作依然正常）。
- 2006年4月，兩名設計者回到台灣，開始構思二轉職業的開發，取消對HiNet IP的連線限制。
- 2017年11月8日15:00由雷爵重新開設《列王紀》恢復營運。

## 後續與影響
萬王之王爆炸性的成功，讓「線上遊戲商業化」的可能性在台灣首次萌芽。之後雷爵公司與Ruby洽談合作事宜，在1999年開始了台灣第一個圖像化網路遊戲－－萬王之王，此圖像化作品取得先機，獲得可觀的商業性成功。見到此領域的商機後，許多廠商群起效之，開始向國外代理線上遊戲，開啟往後十年台灣線上遊戲百家爭鳴的時代，成功例子如天堂，仙境傳說等。
2000年後，MUD人氣逐漸下滑，往年人數隨時破2000的全盛期已經不再，但MUD的價值今天依然被許多玩家認同。
萬王之王於2017年11月8日15:00由雷爵重新開設《列王紀》恢復營運。

## 相關
- 萬王之王 (1999年遊戲)

## 外部連結
- 萬王之王MUD官方網站
- 萬王之王遊戲連結（須以KKMAN、PCMAN、ZMUD等支援telnet之軟體連線）